# Identified (singel)
Identified to drugi singel amerykańskiej piosenkarki pop Vanessy Hudgens z jej drugiego albumu Identified. Singel zostanie wydany do Radia Disney 21 października 2008, a jest wyprodukowany przez Dr.Luke i Maxa Martina. Singel będzie dostępny na iTunes 11 listopada 2008.

## Informacje o piosence
W lipcu 2008 Vanessa zaczęła rozmawiać o drugim singlu z jej drugiego albumu Identified z jej wytwórnią płytową. Ona i wytwórnia byli rozerwani pomiędzy "Identified" a Amazed, ale pomyśleli, że "Identified" może odnieść większy sukces, więc ona ogłaszała, po wykonaniu jej na "Identified Summer Tour", że będzie to następny singel. Zostanie wydany 11 listopada 2008. Jednakże, z powodu, że "Identified" będzie drugim singlem, inni fani, faworyzowali piosenkę Amazed, która według pogłosek ma być trzecim singlem, wydanym na początku 2009 roku.

## Teledysk
Teledysk zostanie nakręcony pod koniec października. Będzie miał swoją premierę na disneychannel.com 9 grudnia 2008 o godzinie 8.00.

## Wycofanie singla
Jako drugi singel ma zostać wydana piosenka "Amazed". Vanessa kręci do niego teledysk, a jego premiera jest przewidziana na początek stycznia.

## Notowania
| Notowanie        | Najwyższa pozycja |
| ---------------- | ----------------- |
| Canadian Hot 100 | 39                |